# Sillustani

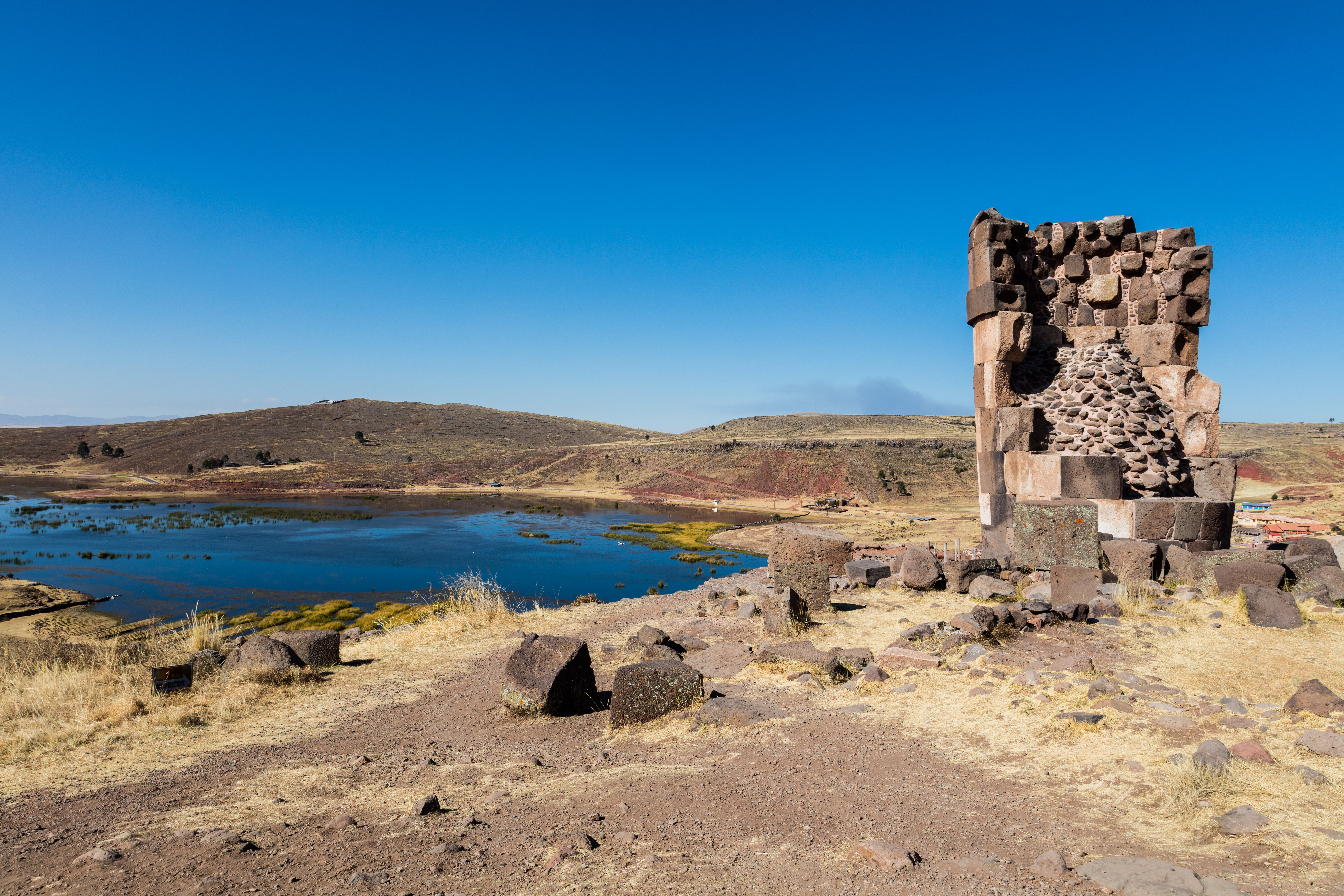
Ruiny chullupa w Sillustani

Sillustani – preinkaskie cmentarzysko plemienia Kolla, mówiącego językiem ajmara, charakteryzujące się pochówkiem zmarłych w grobowcach rodzinnych w formie wież zwanych chullpas. Położone nad jeziorem Umayo.